# 藤田ニコルのニコニチ
『藤田ニコルのニコニチ』（ふじたニコルのニコニチ）は、2020年1月4日からTBSラジオで放送されているバラエティ番組。放送時間は毎週土曜 21:00 - 21:30。
なお、2024年12月28日までの番組タイトルは『藤田ニコルのあしたはにちようび』

## 概要
藤田ニコルの初のレギュラー冠ラジオ番組である。パーソナリティの藤田とお笑いタレントのタイムマシーン3号の2人による、毎週募集するメールテーマなどで送るトークバラエティ。
2024年12月28日放送分で初回からアシスタントを務めていたタイムマシーン3号が卒業し、翌週の2025年1月4日から番組のリニューアル行い番組タイトルは『藤田ニコルのあしたはにちようび』からの番組の愛称だった『にこにち』が正式タイトルに採用され『藤田ニコルのニコニチ』となった。また、後続のアシスタントは付けず藤田一人での進行となり、様々なジャンルのゲストを呼ぶなど新たな形式で再スタートした。

## 出演者

### パーソナリティ
- 藤田ニコル

### アシスタント
- タイムマシーン3号（山本浩司、関太）（2020年1月4日 - 2024年12月28日）

## スタッフ
- ディレクター:越崎恭平

## 放送時間
- 土曜日 19:00 - 20:30（2020年1月4日 - 2020年3月28日）
  - 2020年1月11日の第2回放送にて、4月から放送時間を1時間半から1時間に短縮することが発表された[2]。
- 土曜日 19:00 - 20:00（2020年4月4日 - 2021年9月25日）
- 土曜日 19:00 - 19:30（2021年10月2日 - 2025年3月29日）
- 土曜日 21:00 - 21:30（2025年4月5日 - ）

## コーナー一覧
各コーナーの詳細は、番組公式サイトの「番組の記事」や「コーナー紹介」も参照されたし。

### 毎週放送のコーナー
- ニコルのアットホーム・スタイル
  - 部屋のこだわりを募集する「にこるん、こんな部屋どう?」と住んでいる、または過去に住んでいた街の魅力を募集する「にこるん、こんな街どう？」の2テーマで構成。このコーナーのみラジオクラウドでも配信される。アットホームのスポンサー撤退により2021年9月でコーナー終了。
- ニュース・タイムマシーン
  - タイムマシーン3号の2人が過去のある1年のニュースをピックアップして藤田にプレゼンするコーナー。

## ゲスト
- 2025年1月4日・11日：平野ノラ
- 2025年2月1日・8日：コットン
- 2025年2月15日・22日：じろう（シソンヌ）
- 2025年3月29日・4月5日：青山テルマ
- 2025年4月12日・19日：岡野陽一・鈴木もぐら（空気階段）
- 2025年5月24日・31日：藤本敏史（FUJIWARA）
- 2025年6月7日・14日：ままるん（藤田ニコルの母親）
- 2025年7月5日・12日：りたぽちゃぴぱお（渋谷のギャルカフェ「10sion」）
- 2025年8月2日：村方乃々佳

## ネット局
番組自体の放送が土曜日にあたることから、局主催のイベントやスポーツ中継（野球・サッカー・マラソンなど）、特別番組放送（日本レコード大賞中継など）につき休止することがある。この場合、ネット局では裏送りで通常放送となる。
| 放送対象地域   | 放送局            | 放送時間           | 放送期間                                                                            | 備考     |
| -------------- | ----------------- | ------------------ | ----------------------------------------------------------------------------------- | -------- |
| 関東広域圏     | TBSラジオ         | 土曜 21:00 - 21:30 | 2020年1月4日 -                                                                      | 制作局   |
| 山形県         | 山形放送（YBC）   | 土曜 21:00 - 21:30 | 2020年4月4日 - 9月26日 2021年4月3日 - 9月25日 2022年4月2日 - 9月24日 2023年4月1日 - | [ 注 1 ] |
| 鳥取県・島根県 | 山陰放送（BSS）   | 土曜 21:00 - 21:30 | 2020年4月4日 - 9月26日 2021年4月3日 - 9月25日 2022年4月2日 - 9月24日 2023年4月1日 - | [ 注 1 ] |
| 新潟県         | 新潟放送（BSN）   | 土曜 21:00 - 21:30 | 2020年4月4日 -                                                                      |          |
| 富山県         | 北日本放送（KNB） | 土曜 21:00 - 21:30 | 2020年4月4日 -                                                                      |          |
| 山梨県         | 山梨放送（YBS）   | 土曜 21:00 - 21:30 | 2021年4月3日 -                                                                      |          |
| 福井県         | 福井放送（FBC）   | 土曜 21:00 - 21:30 | 2020年4月4日 - 2022年9月24日 2023年10月7日 -                                        |          |
| 宮城県         | 東北放送（TBC）   | 土曜 21:00 - 21:30 | 2025年4月5日 -                                                                      |          |

### 過去のネット局
| 放送対象地域   | 放送局            | 放送時間           | 放送期間 | 備考                       |
| -------------- | ----------------- | ------------------ | --- | -------------------------- |
| 岡山県         | RSK山陽放送       | 土曜 19:00 - 20:00 | 2020年1月4日 - 2021年9月25日                                                                                       | [ 注 2 ]                   |
| 高知県         | 高知放送（RKC）   | 土曜 19:00 - 19:30 | 2020年1月4日 - 2022年9月24日                                                                                       | [ 注 2 ] [ 注 3 ]          |
| 石川県         | 北陸放送（MRO）   | 土曜 19:00 - 19:30 | 2020年1月4日 - 2023年3月25日                                                                                       | [ 注 2 ] [ 注 3 ] [ 注 4 ] |
| 徳島県         | 四国放送（JRT）   | 土曜 19:00 - 19:30 | 2020年4月4日 - 9月26日 2021年4月3日 - 9月25日 2022年4月2日 - 9月24日 2023年4月8日 - 9月30日 2024年4月6日 - 9月28日 | [ 注 5 ]                   |
| 鹿児島県       | 南日本放送（MBC） | 土曜 19:00 - 19:30 | 2020年4月4日 - 2025年3月29日                                                                                       | [ 注 3 ]                   |
| 大分県         | 大分放送（OBS）   | 土曜 19:00 - 19:30 | 2020年10月3日 - 2025年3月29日                                                                                      | [ 注 3 ]                   |
| 長野県         | 信越放送（SBC）   | 土曜 19:00 - 19:30 | 2020年4月4日 - 2022年9月24日 2024年10月5日 - 2025年3月29日                                                         | [ 注 3 ]                   |
| 長崎県・佐賀県 | 長崎放送（NBC）   | 土曜 19:00 - 19:30 | 2022年10月1日 - 2025年3月29日                                                                                      |                            |
| 静岡県         | 静岡放送（SBS）   | 土曜 19:00 - 19:30 | 2020年4月4日 - 9月26日 2023年4月8日 - 2025年3月29日                                                                | [ 注 6 ]                   |